# 手榴弹

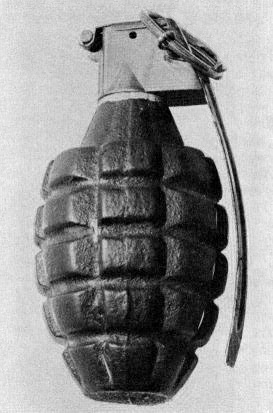
Mk 2破片手榴弹，外形酷似鳳梨

手榴弹，俗称手雷，是一种通过手投方式使用的小型爆炸性武器，广泛应用于近距离战斗中。手榴弹的主要结构包括外壳、炸药和引信装置，不同类型的手榴弹通过爆炸后产生的破片、闪光、烟雾或其他效果来实现杀伤、压制、掩护等功能。
手榴弹的名称源于17至18世纪的欧洲，当时的手榴弹外形及爆炸后散布的碎片类似石榴，故得名。手榴弹也获得了一些其他俗称，如“芭乐”、“鳳梨”，这些称谓源于其与相应水果的外形相似。

## 历史
手榴弹的概念最早出現在拜占庭帝國利奧三世時代，拜占庭發現火燄和鐵釘可以在石頭和陶器罐中拋出。拜占庭士兵扔擲裝有希臘火、鐵蒺藜的陶瓷容器以攻擊敵人。

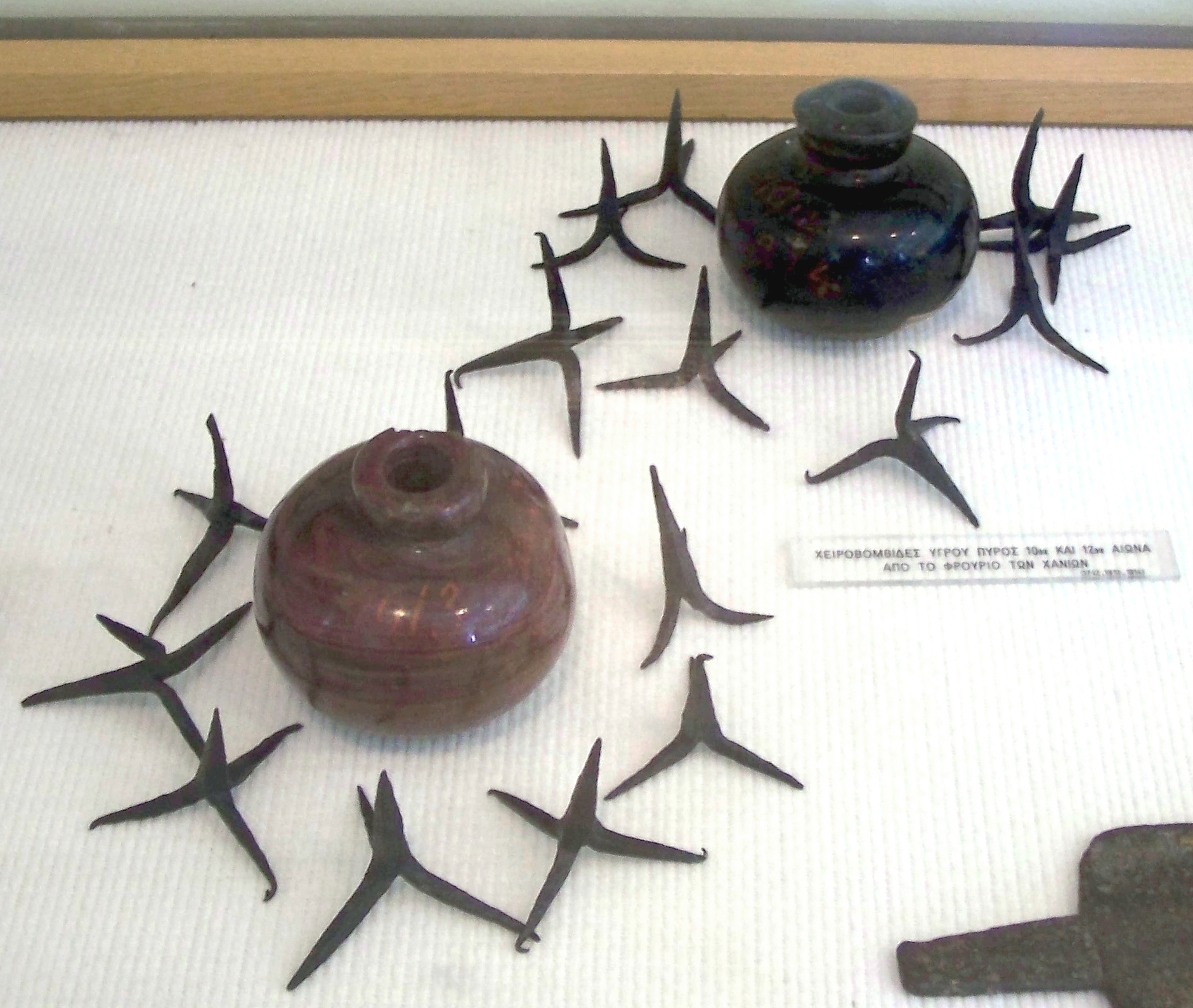
裝有希臘火（燃烧剂）與鐵蒺藜的手榴彈

公元1000年，宋朝出现了称为火球或火炮的火器，其原理与現代手榴弹相同，為現代手榴弹先驅，1044年出版的兵书《武经总要》中，記载有霹雳火球、蔟藜火球、毒药火球、烟球及引火球等多种可手投弹药。13世纪初，中国军队中出现了铁壳製造以火药爆炸的投擲武器──震天雷，是為一种古代手榴弹。
1405年，意大利的一份手抄本上出现了手抛弹药的图样。17世纪以后，出现铁壳製手抛弹药。此时，欧洲出现了手榴弹（英文：Hand grenade）此一名称，沿用至今。
17世纪和18世纪，手榴弹是欧洲军队中普遍使用的武器，并曾出现专业擲弹兵部队。19世纪，枪炮的发展以及城堡攻防战的减少使手榴弹一度遭冷遇。20世纪，1904年的日俄战争和后来进行的第一次世界大战、第二次世界大战中，堑壕战兴起，手榴弹又被广泛使用。在现代化步兵中，手榴弹是重要的武器装备之一。

## 現代手榴弹类型

勃斯太因手榴弹拉火的剖面图

现代手榴弹多呈球状或筒状，一部分旧式中國和德國制手榴弹为带棒状柄的圆筒形。一般由弹体、引信两部分组成。外附带安全栓，或安全盖等安全装置。一旦解除安全装置，引信点火后数秒即爆发。现代手榴弹不仅可以手投，同时还可以用枪发射。
- 按用途分，手榴弹可分为杀伤、反坦克、燃烧、发烟、照明、防暴手榴弹以及演习和训练手榴弹，杀伤手榴弹又可分为防御（破片）型和进攻（爆破）型两种。
- 按抛射方式，又可分为手投、枪发射或布设两用；手投、枪发射和榴弹发射器发射或布设三用；多用等。

手榴弹的使用除了最常见的向目标投掷，以爆炸时的破片攻击目标的情况外，还有将其改造为特殊炸弹的情况。
将手榴弹改造的特殊炸弹，引信一旦点火将立即爆炸，其原理类似地雷，接触的人十分危险。

### 破片彈
碎片手榴彈在軍隊中很常見，主體通常由硬質合成材料或鋼製成，其容器内的破片爆炸时高速飛散，能造成15米范围内的人員伤亡。

### 閃光彈
在不允許輕易製造傷亡的情況下，普遍使用閃光彈，於爆發時，伴隨著巨大的聲響或者閃光，使得範圍內的人暫時失去聽覺和視覺，從而喪失反抗能力，属于非致命武器。

### 煙霧彈
利用金屬罐承載的手榴彈，作為地對地發出訊號或掩护的用途，還可以作為空降地區或攻擊目標的訊號。

### 催淚彈
有效載荷为催泪性毒剂的彈藥，施放後可快速及大範圍擴散，屬於非致命性武器。

### 燃燒彈
使用凝固汽油，鋁熱劑，鎂粉，三氟化氯或白磷等作為燃料。白磷燃燒手榴彈是利用白磷遇空氣後自燃的特性製成的燃燒手榴彈。鋁熱燃燒手榴彈利用鋁熱劑產生鋁熱反應引發劇烈燃燒。

## 主要手榴弹
第二次世界大战中使用的手榴弹
- F-1手榴彈（蘇）又名：檸檬手榴彈
- RGD-33手榴彈（蘇）
- 米尔斯手榴弹（英）
- Mk 2手榴弹（美，Mk Ⅱ）俗称：鳳梨

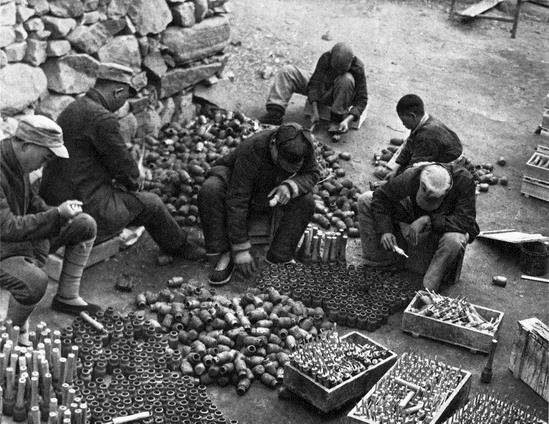
八路军在制作手榴弹等武器

- M24柄式手榴彈（德，Stielhandgranate 24）俗称：馬鈴薯搗碎器（Potato Masher）
- M39卵式手榴弹（德，Eierhandgranate 39）
- 九一式手榴弹（日）
- 九七式手榴弹（日）
- 九九式手榴弹（日）
- 四式手榴弹（日）
- OTO M35手榴弹（義）俗称：红魔
- 布雷达35手榴弹（義）俗称：同上
- S.R.C.M35手榴弹（義）俗称：同上

现代手榴弹
- M26手榴彈（美）
- M67手榴彈（美）
- RGD-5手榴彈（蘇）
- SFG 87手榴彈（新）

土製手榴弹
- 燃燒瓶（各國）

## 相關項目
- 破片杀伤
- 地雷
- 炸弹
- 榴彈發射器
- 煙霧彈
- 閃光彈